# Sheldon Siegel
Pour les articles homonymes, voir Siegel.
Sheldon Siegel (1958, Chicago -) est un écrivain et avocat américain, auteur de la série des romans judiciaires mettant en scène l'avocat Mike Daley et son ex-femme Rosie Fernandez.

### Série Mike Daley
1. Circonstances aggravantes (Special Circumstances, 2000)
2. Preuves accablantes (Incriminating Evidence, 2001)
3. (Criminal Intent, 2002)
4. (Final Verdict, 2003)
5. (The Confession, 2004)
6. (Judgment Day, 2008)